# Friande (Póvoa de Lanhoso)
Friande ist ein Ort und eine ehemalige Gemeinde (Freguesia) im Norden Portugals.
Friande gehört zum Kreis Póvoa de Lanhoso im Distrikt Braga. Die Gemeinde hatte eine Fläche von 5 km² und 242 Einwohner (Stand 30. Juni 2011).
Am 29. September 2013 wurden die Gemeinden Friande, Ajude und Verim zur neuen Gemeinde União das Freguesias de Verim, Friande e Ajude zusammengeschlossen.